# Samuel Henzi (dramma)
Samuel Henzi è un frammento drammatico di Gotthold Lessing, scritto nel 1749, rimasto incompiuto e pubblicato nel 1753 con il titolo Samuel Henzi. Ein Trauerspiel in Schriften.
Il dramma racconta la vera storia di Samuel Henzi, giornalista svizzero torturato e decapitato durante un atto di repressione politica. Henzi è rappresentato come il modello del patriota, mosso soltanto da nobili ideali di libertà, cui viene contrapposta la figura del ribelle e demagogo Dücret, mosso dall'odio e dal desiderio di sovvertire l'ordine.
Nel comporre il dramma, Lessing si premurò di controllare le fonti prima di formulare qualsiasi giudizio. Egli assegnò ai politici contemporanei un'eloquenza da eroi classici, scegliendo di ricorrere al verso alessandrino, metro tipico della poesia tedesca.